# Financial Services Action Plan
Der Financial Services Action Plan (FSAP) ist ein wichtiger Bestandteil des Versuches der Europäischen Union, einen Binnenmarkt für Finanzdienstleistungen zu schaffen. Im Jahr 1999 entstanden und für einen Zeitraum von sechs Jahren dauernd, enthielt er 42 Artikel über die Harmonisierung der Finanzdienstleistungsmärkte innerhalb der Europäischen Union. Er sollte bis Ende 2004 abgeschlossen sein.
Der Europäische Rat, der im Juni 1998 in Cardiff stattfand, forderte die Europäische Kommission auf, „einen Handlungsrahmen für die Verbesserung des Binnenmarkts für Finanzdienstleistungen einzurichten, insbesondere die Wirksamkeit der Umsetzung der geltenden Rechtsvorschriften zu prüfen und Schwachstellen zu ermitteln, die eine Gesetzesänderung erforderlich machen könnten.“
Die Europäische Kommission antwortete mit fünf Handlungsbereichen, die im Dezember 1998 auf dem Europäischen Rat in Wien verabschiedet wurden. Der Aktionsplan für Finanzdienstleistungen wurde am 11. Mai 1999 von der Europäischen Kommission erlassen.
Der Grundstein für die Erreichung des Aktionsplans ist die 2007 in Kraft gesetzte Richtlinie 2004/39/EG über Märkte für Finanzinstrumente, die 2018 durch eine Nachfolgeversion Richtlinie 2014/65/EU über Märkte für Finanzinstrumente ersetzt wurde (kurz Finanzmarktrichtlinie genannt; englisches Akronym MiFID).